# Facultad de Ciencias Humanas, Sociales y de la Educación
La Facultad de Ciencias Humanas, Sociales y de la Educación es un centro docente universitario, perteneciente al Campus de Arrosadia de la Universidad Pública de Navarra en Pamplona, y en donde se imparten estudios superiores sobre humanidades. 

## Historia
El Consejo de Gobierno, en sesión ordinaria de 13 de diciembre de 2019, aprobó la modificación del nombre Facultad de Ciencias Humanas y Sociales y de la Educación, haciéndose oficial el 21 de febrero de 2020 tras su incorporación en el Registro de Universidades, Centros y Títulos.

## Sede e instalaciones
La Facultad de Ciencias Humanas, Sociales y de la Educación de la Universidad Pública de Navarra tiene su sede principal en el Edificio Departamental Los Magnolios, dentro del Campus de Arrosadia de Pamplona.

## Docencia

### Titulaciones de Grado[5]
Esta facultad cuenta con los siguientes grados universitarios:
- Grado en Maestro en Educación Infantil.
- Grado en Maestro en Educación Primaria.
- Grado en Sociología Aplicada.
- Grado en Trabajo Social.
- Doble Grado en Maestro en Educación Infantil + Maestro en Educación Primaria.
- Grado en Historia y Patrimonio.

### Titulaciones de Máster[6]
Esta facultad cuenta con los siguientes másteres universitarios:
- Máster Universitario en Profesorado de Educación Secundaria.
- Máster Universitario en Intervención Social con Individuos, Familias y Grupos.

### Otra formación[7]
Esta facultad ofrece además los siguientes cursos:
- Diploma de Especialización en Educación Sexual
- Diploma de Especialización en Género
- Diploma de Especialización en Intervención Social con la Comunidad Gitana
- Diploma de Especialización en Inmigración e Intervención Social
- Diploma de Especialización en Intervención Social con Familias, Infancia y Adolescencia
- Diploma de Especialización en Metodología de Investigación Especializada en Trabajo Social
- Experto Universitario en Religión Católica y Cultura
- Máster en Lengua Española. Marketing y Turismo

## Dirección[8]
- Decana: M.ª Inés Gabari Gambarte.
- Vicedecanatos: Juanjo Zubiri Lujambio y Camino Bueno Alastuey, Jesús Vidal Díaz de Rada Iguzquiza, Javier Arza Porras, Ana M.ª Mendioroz Lacambra y Magdalena Romera Ciria.
- Secretario: Alfredo Pina Calafi.

## Departamentos
- Ciencias Humanas y de la Educación.
- Sociología y Trabajo Social.